# 安沛省
安沛省（越南语：／）是原位於越南西北部的一个省，省莅安沛市。

## 地理
安沛省西接莱州省，西北接老街省，北接河江省，东接宣光省和富寿省，南接山罗省。

## 历史

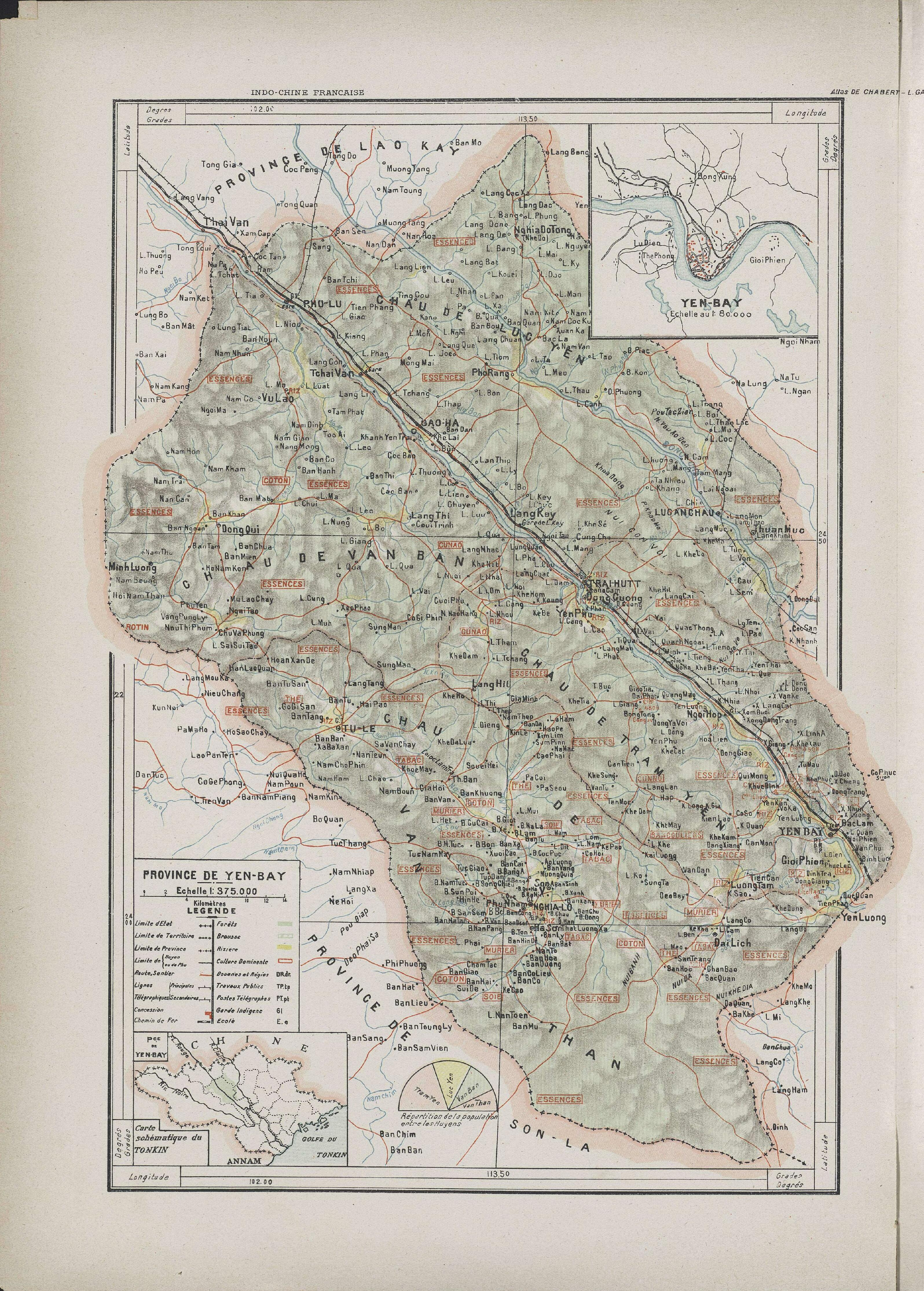
法属印度支那时期的安沛省地图

阮朝时，安沛省地区隶属兴化省和宣光省。1892年，殖民政府设立安沛道，后改设为省，辖域几经变化，最终稳定为镇安县、文振州、陆安州、申渊州、文盘州和安沛市社。
1948年1月25日，越南政府将各战区合并为联区，战区抗战委员会改组为联区抗战兼行政委员会。第十战区和第十四战区合并为第十联区，设立第十联区抗战兼行政委员会，安沛省划归第十联区管辖。
1948年3月25日，北越政府改府、州为县，安沛省下辖镇安县、文振县、陆安县、申渊县、文盘县5县。
1949年11月4日，第一联区和第十联区合并为越北联区，安沛省随之划归越北联区管辖。
1953年1月28日，越南民主共和国政府设立西北区，安沛省划归西北区管辖。
1955年4月29日，越南民主共和国政府设立泰苗自治区，安沛省申渊县和文振县划归自治区管辖。
1955年5月13日，安沛省再度划归越北联区管辖。
1956年4月7日，复设安沛市社。
1956年7月1日，越北联区改组为越北自治区。宣光省安平县划归安沛省管辖；安沛省划归中央政府直辖，不久又划归老河安区管辖。
1959年3月23日，老河安区撤销，安沛省划归中央政府直接管辖。
1964年12月16日，陆安县和文盘县析置保安县，镇安县和文盘县析置文安县。
1975年12月27日，安沛省与老街省、义路省合并为黄连山省。
1991年8月12日，黄连山省分设为老街省和安沛省，安沛省下辖安沛市社、陆安县、木江界县、镇安县、站奏县、文振县、文安县、安平县。
1995年5月15日，文振县析置义路市社。
2002年1月11日，安沛市社改制为安沛市。
2025年7月1日併入老街省後走入歷史。

## 行政區劃
安沛省下轄1市1市社7縣，省莅安沛市。
- 安沛市（Thành phố Yên Bái）
- 義路市社（Thị xã Nghĩa Lộ）
- 陸安縣（Huyện Lục Yên）
- 木江界縣（Huyện Mù Cang Chải）
- 站奏縣（Huyện Trạm Tấu）
- 鎮安縣（Huyện Trấn Yên）
- 文振縣（Huyện Văn Chấn）
- 文安縣（Huyện Văn Yên）
- 安平縣（Huyện Yên Bình）